# România la Jocurile Paralimpice
România a participat pentru prima dată la Jocurile Paralimpice în cadrul ediției din 1972 de la Heidelberg, unde a trimis un singur competitor: jucătorul de tenis de masă Alex Peer. Apoi România nu a mai fost reprezentată la această competiție până la Jocurile Paralimpice de vară din 1996 de la Atlanta. Cea mai numeroasă delegație a fost la ediția din 2016 organizată la Rio de Janeiro, cu unsprezece sportivi. Din șapte participări a obținut patru medalii paralimpice, inclusiv una de aur. 
Mișcarea Jocurilor Paralimpice.în România este coordonată de Comitetul Național Paralimpic și a fost fondată în anul 2001, aceasta este membru al Comitetului Paralimpic Internațional(IPC) și al Comitetul executiv al Comitetului Național Olimpic și Sportiv Român.
Ca și în cadrul Jocurilor Olimpice, codul CIO a fost ROM din 1972 până în 2004 și este ROU din 2004 încoace.

## Sportivi medaliați
| Medalie | Sportiv            | Ediție              | Sport            | Probă           |
| ------- | ------------------ | ------------------- | ---------------- | --------------- |
| Argint  | Carol-Eduard Novak | Beijing 2008        | Ciclism pe șosea | Contratimp LC2  |
| Aur     | Carol-Eduard Novak | Londra 2012         | Ciclism pe pistă | Urmărire C4     |
| Argint  | Carol-Eduard Novak | Londra 2012         | Ciclism pe șosea | Contratimp C4   |
| Bronz   | Alexandru Bologa   | Rio de Janeiro 2016 | Judo             | Masculin -60 kg |
| Argint  | Carol-Eduard Novak | Tokyo 2020          | Ciclism pe șosea | Urmărire C4     |
| Bronz   | Alexandru Bologa   | Tokyo 2020          | Judo             | Masculin -60 kg |

## Medalii după ediție

### Medalii la Jocurile de vară
| Ediție              | Sportivi        | Aur             | Argint          | Bronz           | Total           | Loc             |
| 1960–1968           | nu a participat | nu a participat | nu a participat | nu a participat | nu a participat | nu a participat |
| Heidelberg 1972     | 1               | 0               | 0               | 0               | 0               | –               |
| 1976–1992           | nu a participat | nu a participat | nu a participat | nu a participat | nu a participat | nu a participat |
| Atlanta 1996        | 1               | 0               | 0               | 0               | 0               | –               |
| Sydney 2000         | 1               | 0               | 0               | 0               | 0               | –               |
| Atena 2004          | 2               | 0               | 0               | 0               | 0               | –               |
| Beijing 2008        | 5               | 0               | 1               | 0               | 1               | 63              |
| Londra 2012         | 5               | 1               | 1               | 0               | 2               | 47              |
| Rio de Janeiro 2016 | 11              | 0               | 0               | 1               | 1               |                 |
| Tokyo 2020          | 7               | 0               | 1               | 1               | 2               | 71              |

### Medalii la Jocurile de iarnă
| Ediție           | Sportivi        | Aur             | Argint          | Bronz           | Total           | Loc             |
| 1976–2006        | nu a participat | nu a participat | nu a participat | nu a participat | nu a participat | nu a participat |
| Vancouver 2010   | 1               | 0               | 0               | 0               | 0               | –               |
| Soci 2014        | 1               | 0               | 0               | 0               | 0               | –               |
| Pyeongchang 2018 | 1               | 0               | 0               | 0               | 0               | –               |

## Vezi și
- România la Jocurile Olimpice
- Special Olimpics
- Jocurile Paralimpice
- Parasporturi
- Sporturi paralimpice
- Comitetul Național Paralimpic din România

## Legături externe
- România la Comitetul Internațional Paralimpic
- Comitetul Paralimpic Internațional - site-ul oficial
- Jocurile Olimpice surde - site-ul oficial
- Special Olympics - site-ul oficial
- Comitetului Național Paralimpic - site-ul oficial